# Konstanty Żmigrodzki
Konstanty Żmigrodzki (ur. 1876 w Rydze, zm. 1 kwietnia 1936 w Wołominie) – polski rzeźbiarz, medalier, numizmatyk, muzealnik.

## Życiorys
Urodził się w 1876 w Rydze. Ukończył naukę w Instytucie Muzycznym w Rydze i w Szkole Techniczno-Rysunkowej w Petersburgu (według innej wersji studiował w Instytucie Archeologicznym w Petersburgu). W 1899 podjął studia w Szkole Sztuk Pięknych w Krakowie, uzyskując już w przemianowanej Akademii Sztuk Pięknych w 1904 dyplom u prof. Konstantego Laszczki w 1904 w zakresie rzeźby.
Po studiach przez dłuższy okres podróżował, po czym otworzył pracownię rzeźbiarską w Petersburgu. W 1905 zamieszkał w Witebsku, gdzie był profesorem rysunków i geometrii wykreślnej oraz jednocześnie kustoszem w tamtejszym muzeum. W pierwszej połowie sierpnia 1913 został wybrany na stanowisko dyrektora Muzeum Narodowego Polskiego w Rapperswilu. W niepodległej II Rzeczypospolitej był radcą dyrekcji Państwowych Zbiorów Sztuk i kierownikiem Państwowego Gabinetu Numizmatycznego. Był członkiem zarządu Koła Miłośników Mennictwa Polskiego przy Mennicy Państwowej. Był medalierem i specjalistą numizmatyki.
Zmarł 1 kwietnia 1936 w Wołominie. Został pochowany w Kobyłce. Miał syna.